# Mataruge (Kraljevo)
Mataruge (cirill betűkkel Матаруге), település Szerbiában, a Raškai körzet Kraljevoi községében.

## Népesség
- 1948-ban 497 lakosa volt.
- 1953-ban 466 lakosa volt.
- 1961-ben 482 lakosa volt.
- 1971-ben 454 lakosa volt.
- 1981-ben 369 lakosa volt.
- 1991-ben 455 lakosa volt.
- 2002-ben 383 lakosa volt, akik közül 381 szerb (99,47%), 1 horvát és 1 macedón.